# Ministerstwo Transportu Czech
Ministerstwo Transportu Republiki Czeskiej (cz. Ministerstvo dopravy České republiky – MD) – utworzone na mocy ustawy nr 2/1969 Sb. o powołaniu ministerstw i innych centralnych organów administracji państwowej Czeskiej Republiki Socjalistycznej (ustawa została aktualizowana ustawą nr 548/1992 Sb. o niektórych, innych działaniach w systemie centralnych organów rządowych Republiki Czeskiej oraz ustanowieniu urzędu Prezydenta Republiki Czeskiej).

## Kompetencje
Wymieniona ustawa (w § 17) określa, że do zakresu obowiązków MD należą:
- transport
- tworzenie polityki państwa w dziedzinie transportu i kontrolowanie wdrażania tej polityki[1]

Od 17 grudnia 2021 roku Ministrem Transportu jest Martin Kupka z ODS.

## Organizacja w ministerstwie

### Infrastruktura
- Dyrekcja Dróg Ekspresowych i Autostrad (ŘSD)
- Dyrekcja Dróg Wodnych
- Zarząd Infrastruktury Kolejowej

### Biura Administracyjne
- Urząd Lotnictwa Cywilnego
- Urząd Kolejowy
- Państwowa Nawigacja Administracji
- Urząd morski

### Inspektoraty
- Inspektorat Kolejnictwa
- Instytut Badania Przyczyn Wypadków Lotniczych

### Badania
- Badawczy Ośrodek Transportu

### Inne
- Koleje Czeskie

## Lista ministrów

### Czechy w składzie Czechosłowacji
| Lp. |  | Minister    | Partia | Okres urzędowania                | Rząd                                                        |
| --- |  | ----------- | ------ | -------------------------------- | ----------------------------------------------------------- |
| 1.  |  | Josef Stary | KSČ    | 8 stycznia 1969 – 9 grudnia 1971 | Rząd Stanislava Rázla Rząd Josefa Kempnego i Josefa Korčáka |

### Czechy
| Lp. |  | Minister          |  | Partia                                    | Okres urzędowania                      | Rząd                                                                          |
| --- |  | ----------------- |  | ----------------------------------------- | -------------------------------------- | ----------------------------------------------------------------------------- |
| 1.  |  | Jan Stráský       |  | ODS                                       | 1 stycznia 1993 – 10 października 1995 | Pierwszy rząd Václava Klausa                                                  |
| 2.  |  | Vladimír Budinský |  | ODS                                       | 11 października 1995 – 4 lipca 1996    | Pierwszy rząd Václava Klausa                                                  |
| 3.  |  | Martin Říman      |  | ODS                                       | 4 czerwca 1996 – 4 stycznia 1998       | Drugi rząd Václava Klausa                                                     |
| 4.  |  | Petr Moos         |  | bezpartyjny                               | 2 stycznia 1998 – 22 lipca 1998        | Rząd Josefa Tošovskiego                                                       |
| 5.  |  | Antonín Peltrám   |  | ČSSD                                      | 22 lipca 1998 – 26 kwietnia 2000       | Rząd Miloša Zemana                                                            |
| 6.  |  | Jaromír Schling   |  | ČSSD                                      | 26 kwietnia 2000 – 15 lipca 2002       | Rząd Miloša Zemana                                                            |
| 7.  |  | Milan Šimonovský  |  | KDU-ČSL                                   | 15 lipca 2002 – 4 września 2006        | Rząd Vladimíra Špidli Rząd Stanislava Grossa Rząd Jiříego Paroubka            |
| 8.  |  | Aleš Řebíček      |  | ODS                                       | 4 września 2006 – 23 stycznia 2009     | Pierwszy rząd Mirka Topolánka Drugi rząd Mirka Topolánka                      |
| 9.  |  | Petr Bendl        |  | ODS                                       | 23 stycznia 2009 – 8 maja 2010         | Drugi rząd Mirka Topolánka                                                    |
| 10. |  | Gustav Slamečka   |  | bezpartyjny, wskazany przez ODS           | 8 maja 2009 – 13 lipca 2010            | Rząd Jana Fischera                                                            |
| 11. |  | Vít Bárta         |  | VV                                        | 13 lipca 2010 – 21 kwietnia 2011       | Rząd Petra Nečasa                                                             |
| 12. |  | Radek Šmerda      |  | bezpartyjny                               | 21 kwietnia 2011 – 1 lipca 2011        | Rząd Petra Nečasa                                                             |
| 13. |  | Pavel Dobeš       |  | VV, LIDEM                                 | 1 lipca 2011 – 12 grudnia 2012         | Rząd Petra Nečasa                                                             |
| 14. |  | Zbyněk Stanjura   |  | ODS                                       | 12 grudnia 2012 – 10 lipca 2013        | Rząd Petra Nečasa                                                             |
| 15. |  | Zdeněk Žák        |  | bezpartyjny                               | 10 lipca 2013 – 29 stycznia 2014       | Rząd Jiříego Rusnoka                                                          |
| 16. |  | Antonín Prachař   |  | ANO 2011                                  | 29 stycznia 2014 – 4 grudnia 2014      | Rząd Bohuslava Sobotki                                                        |
| 17. |  | Dan Ťok           |  | bezpartyjny, rekomendowany przez ANO 2011 | 4 grudnia 2014 – 30 kwietnia 2019      | Rząd Bohuslava Sobotki Pierwszy rząd Andreja Babiša Drugi rząd Andreja Babiša |
| 18. |  | Vladimír Kremlík  |  | bezpartyjny, rekomendowany przez ANO 2011 | 30 kwietnia 2019 – 23 stycznia 2020    | Drugi rząd Andreja Babiša                                                     |
| 19. |  | Karel Havlíček    |  | ANO 2011                                  | 23 stycznia 2020 – 17 grudnia 2021     | Drugi rząd Andreja Babiša                                                     |
| 20. |  | Martin Kupka      |  | ODS                                       | 17 grudnia 2021 – nadal                | Rząd Petra Fiali                                                              |

## Siedziba
Siedziba ministerstwa mieści się w Pradze przy Nábřeží Ludvíka Svobody 12/1222 w budynku, który zbudowano w 1932 dla Ministerstwa Kolei (Ministerstvo železnic) (1932-1960). W latach 1960–1990 obiekt zajmował Komitet Centralny Komunistycznej Partii Czechosłowacji (Ústřední výbor Komunistické strany Československa). W 1990 powróciło do niego Ministerstwo Transportu oraz zarząd Kolei Czeskich (České dráhy).